# Brug 652
Brug 652 is een bouwkundig kunstwerk in Amsterdam Nieuw-West, tuinstad Osdorp. Ten noordoosten staat de molen De 1100 Roe (Ookmeermolen).

## Versie 1
In 1970 werd in het verlengde van de toen nog naamloze straat, sinds 13 september 1972 het Herman Bonpad,in Sportpark Ookmeer een provisorische noodbrug over een naamloze gracht gelegd die ligt in het verlengde van de Hoekenesgracht, die officieus het eind van Amsterdam aangaf. Een platte rechte brug werd aangesloten op een ontstaan olifantenpad langs het water naar rechts door landelijk gebied naar de Nico Broekhuysenweg dat later een fietspad werd en pas in 1986 de naam Ma Braunpad kreeg. Naar links werd aangesloten op een parkeerterrein en de Ookmeerweg. Recht tegenover de brug was in de Osdorper Binnenpolder het Tennispark Ookmeer gepland maar kwam uiteindelijk elders in het sportpark. De brug werd ontworpen door de Dienst der Publieke Werken.

## Versie 2
Deze brug werd in 1978 vervangen door een definitiever exemplaar, die de signatuur draagt van Dirk Sterenberg terug te vinden in de brugleuningen bestaande uit zware houten balken opgehangen aan dito balusters. De brug werd even ten noorden van bovenstaande brug gebouwd. Ook die brug was plat.

## Versie 3
De balken, balusters en verankering aan het brugdek bleken gevoelig voor weersinvloeden. Reden waarom de brug in de 21e eeuw vervangen werd door een nieuw exemplaar; een brug met twee knikken, maar wel weer van hout. Deze brug wordt gedragen door betonnen brugpijlers met dito jukken. Ontwerp is van Haasnoot Bruggen, die meerdere bruggen van dit type in Amsterdam leverde,
<<< · 600 · 601 · 602 · 603 · 604 · 605 · 606 · 607 · 608 · 609 · 610 · 611 · 612 · 613 · 614 · 615 · 616 · 617 · 618 · 619 · 620 · 621 · 622 · 623 · 624 · 626 · 627 · 628 · 629 · 630 · 631 · 632 · 633 · 634 · 635 · 636 · 637 · 638 · 639 · 643 · 651 · 652 · 653 · 655 · 656 · 657 · 658 · 659 · 660 · 661 · 662 · 663 · 664 · 665 · 666 · 667 · 668 · 669 · 670 · 671 · 673 · 674 · 675 · 676 · 677 · 678 · 679 · 681 · 682 · 683 · 684 · 685 · 687 · 688 · 689 · 690 · 691 · 692 · 695 · 696 · 699 · >>>
Verdwenen brugnummers: 625 (afgebroken brug Sam van Houtenstraat), 640, 644, 645, 646, 647, 648, 650, 672 (duiker Cornelis Lelylaan, Rembrandtpark), 694, 698.
Nooit gebouwd: 649, 680 (nooit gebouwde brug Sloterplas).
Brugnummers 641, 642, 654, 686, 693, 694 en 697 zijn onbekend.